# Strobl
Strobl è un comune austriaco di 3 600 abitanti nel distretto di Salzburg-Umgebung, nel Salisburghese.

## Geografia fisica
Il comune, località balneare situata sulla sponda meridionale del lago Wolfgangsee, si trova nella parte orientale del Salisburghese, al confine con l'Alta Austria (distretto di Gmunden). Sorge sulla Strada romantica, a metà strada fra Sankt Gilgen e Bad Ischl, e nel punto in cui la strada si dirama verso Sankt Wolfgang im Salzkammergut.

## Infrastrutture e trasporti
Un tempo contava una stazione ferroviaria sulla dismessa linea a scartamento ridotto Salzkammergut-Lokalbahn (Salisburgo-Bad Ischl).